# اكرض (اكرض)
اكرض هو دُوَّار يقع بجماعة تمنارت، إقليم طاطا، جهة سوس ماسة في المملكة المغربية. ينتمي الدوّار لمشيخة اكرض التي تضم دوار واحد. يقدر عدد سكانه بـ 1346 نسمة حسب الإحصاء الرسمي للسكان والسكنى لسنة 2004.

## روابط خارجية
- البوابة الوطنية للجماعات الترابية
- المندوبية السامية للتخطيط